# Silfra

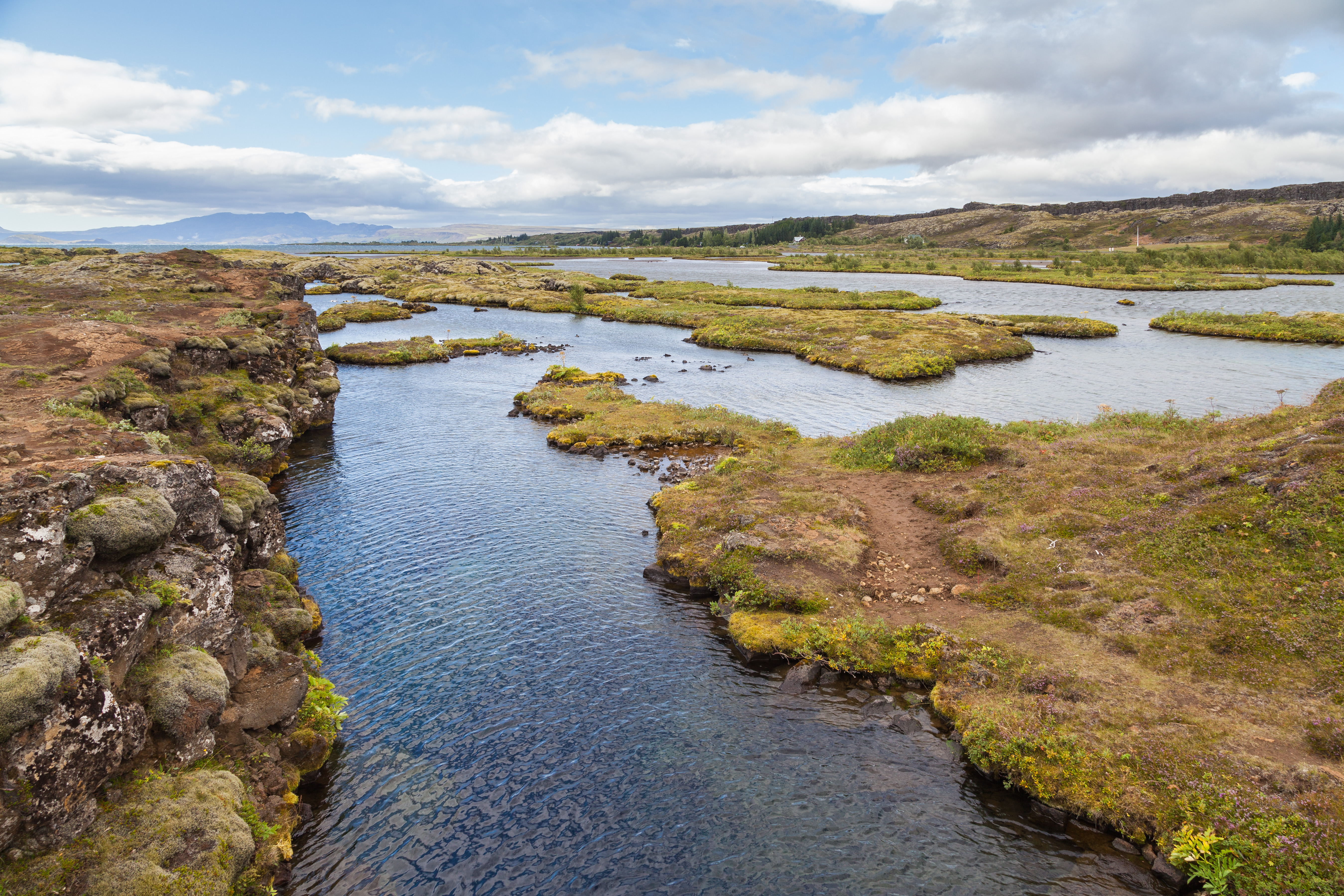
Fisura de Silfra.

Silfra es una fisura que pertenece al borde divergente entre las placas tectónicas de Norteamérica y Eurasia. Silfra está enclavada en el lago Þingvallavatn en el Parque nacional Þingvellir, en Islandia.

## Geología
La formación de Silfra y el valle de Þingvellir es consecuencia de la corriente tectónica de las placas norteamericana y eurasiática. Cada año, las placas se separan una distancia adicional de 2 cm, lo que da lugar a un incremento de la tensión entre las placas y la masa de tierra superior. 
Esta tensión se libera por medio de terremotos que se repiten cada diez años aproximadamente. Durante estos terremotos surgen nuevas fisuras y huecos en Þingvellir. Silfra es una de las mayores fisuras, que comenzó como una cueva subterránea. El sitio está en borde del lago Þingvallavatn.

## Cuevas
Las cuevas en Silfra se formaron gracias a terremotos. Con cada terremoto, bloques y rocas caen en la fisura haciendo más ancha y profunda a Silfra con el paso del tiempo.

## Agua
A aprox. 50 km al norte del lago Þingvallavatn se encuentra el segundo glaciar más grande de Islandia, Langjökull. En el pasado, fluía agua por medio de un río desde el glaciar directamente al lago Þingvallavatn Lake. 

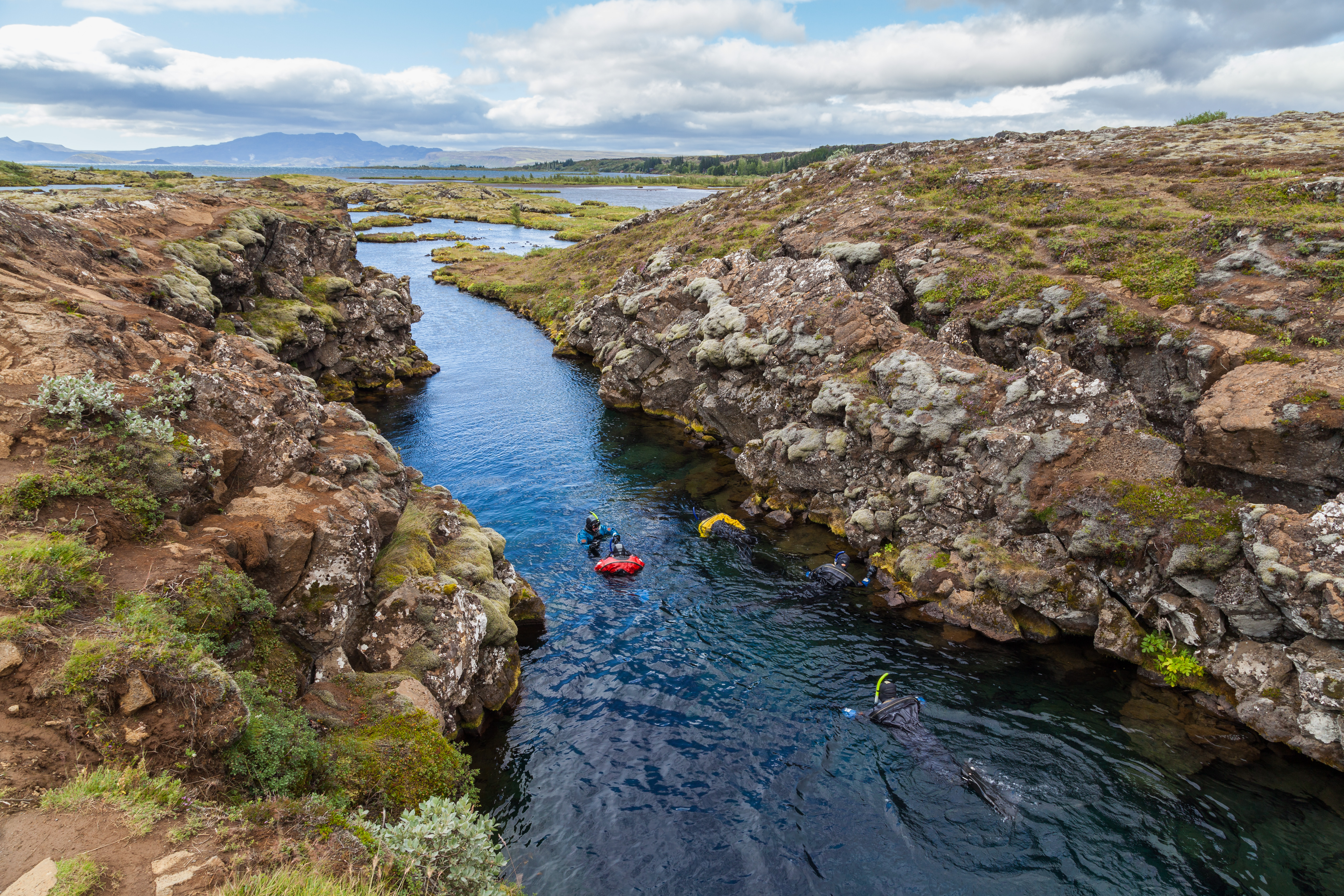
Buceadores vistos desde la superficie.

Hace unos miles de años la lava de la erupción del volcán Skjaldbreiður bloqueó el río. Por ello, cuando el hielo del glaciar de Langjökull se derrite, el agua se filtra bajo tierra en roca de lava porosa. Por ese medio, al agua le cuesta entre 30 y 100 años viajar al lago Þingvallavatn en el Parque nacional Þingvellir. Esta agua subterránea es potable.

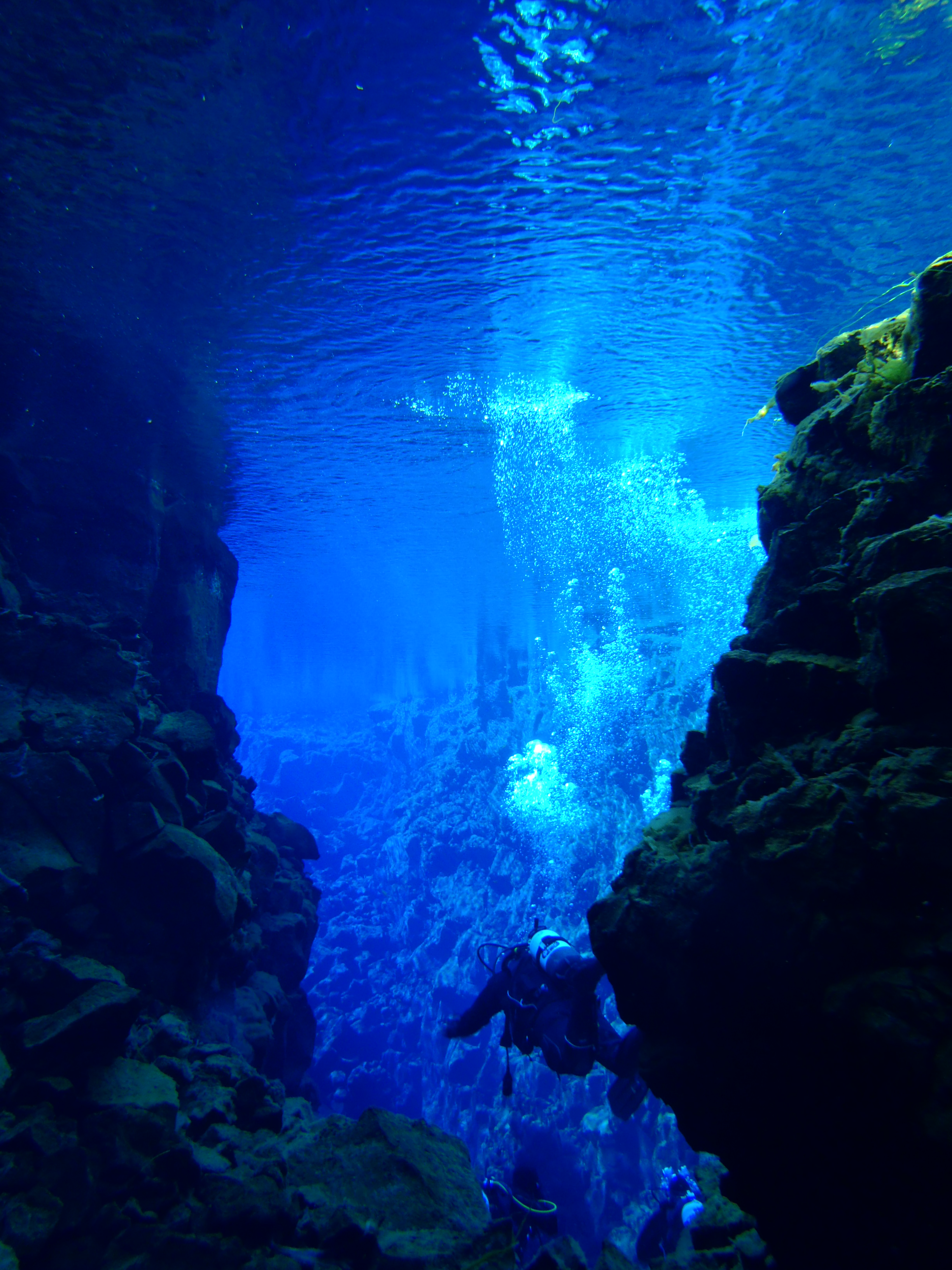
Buceo en Silfra.

## Buceo
Silfra, gracias a su ubicación en el lago Þingvallavatn, contiene agua fría y cristalina, que es un imán para buceadores por su visibilidad e importancia geológica. Los buceadores literalmente nadan entre los continentes. 
El cañón tiene poca profundidad cerca de la orilla pero ésta, junto con la anchura, crece al alejarse de la orilla.
Los profesionales del buceo han dividido Silfra en tres secciones: Entrada de Silfra, catedral de Silfra y laguna de Silfra. En el punto más profundo Silfra tiene una profundidad de 63 metros, pero para sumergirse a esa profundidad se requiere una formación avanzada. Las vistas más impactantes están en la catedral de Silfra, una fisura de 100 m de longitud que se puede ver de principio a fin.
La visibilidad del cañón es muy nítida lo que le han valido ser considerado por CNN uno de los mejores 50 destinos para hacer buceo del mundo. La visibilidad es de hasta 100m.